# Coccatrice

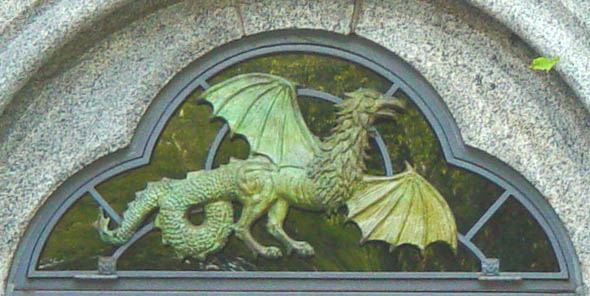
Una coccatrice al Belvedere Castle a Central Park.

La coccatrice o cocadrille (nell'ambito dei giochi di ruolo anche gallo serpente, in inglese cockatrice; in francese anche coquatrix, coquadrille o basilecoq) è una creatura leggendaria dal corpo di drago o di viverna, ma con una testa da gallo. Ha anche alcune caratteristiche in comune con le lucertole, come la lunga e squamosa coda, una lingua biforcuta e molto altro. Si supponeva che nascesse da un uovo di gallina, covato però da un rospo o da un serpente, per ben 9 o 7 anni a seconda della fonte. L'uovo si chiamava in Francia (Normandia) codrille e alla schiusa nasceva un serpentello che all'età di sette anni volava a Babilonia. In alcune versioni doveva essere covata nel letame.
Il risultato era un mostro uguale a quello già descritto qui sopra.

## Poteri
Le sue abilità magiche includerebbero la capacità di pietrificare o uccidere con il tocco o a volte anche solo con l'alito. La coccatrice somiglia molto nella genesi e nelle abilità ad un'altra creatura leggendaria, il basilisco. La Jewish Encyclopedia le considera identiche, forse sbagliandosi, ma vi sono comunque molti elementi in comune ai due miti.
Nel Libro degli esseri immaginari, Borges riporta anche che nel Medioevo il basilisco è descritto come un gallo quadrupede e coronato, con coda di serpente, ricevendo da Chaucer il nome di basili-cock: 
Come per la testa di Medusa, i poteri pietrificanti della coccatrice sono efficaci anche dopo la morte.

## Araldica
Non è una figura molto comune in araldica e viene spesso confusa con il basilisco. Come il gallo viene spesso raffigurata con la cresta, i bargigli e il becco di un colore diverso dal resto del corpo.
Una coccatrice è stata scelta nel settembre del 1937 come simbolo del No. 3 (Fighter) Squadron della Royal Air Force poiché secondo la mitologia sarebbe stata la prima creatura a volare.

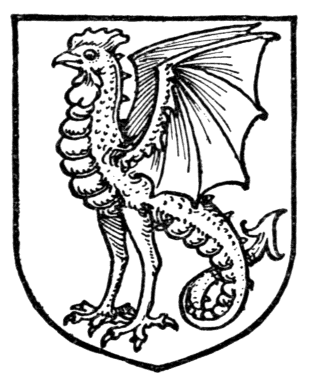
Coccatrice araldica
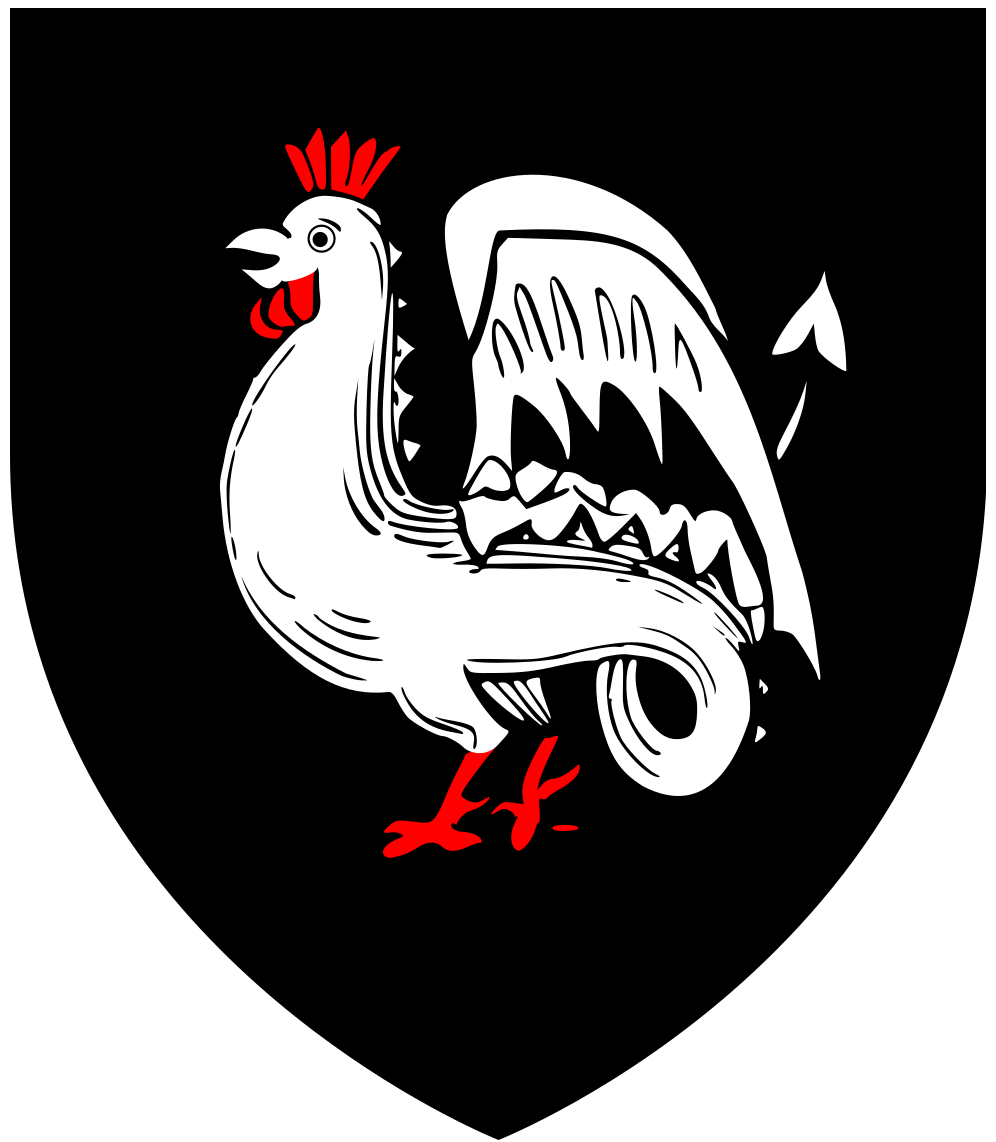
Di nero, alla coccatrice d'argento, crestata, barbigliata e membrata di rosso (Christopher Buggin o Bogan (1572–1603), membro del Parlamento d'Inghilterra)
Coccatrice nello stemma di Ried im Oberinntal, Austria
Comune regionale di Bornholm, Danimarca
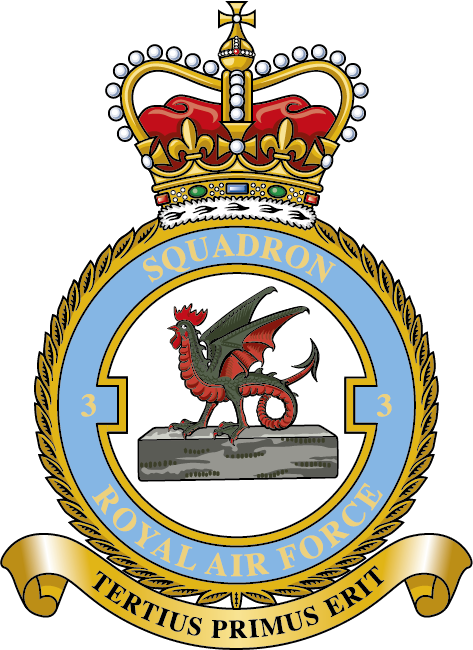
Coccatrice, simbolo del No. 3 Squadron della Royal Air Force